# Patxi Salinas
Francisco Salinas Fernández, detto Patxi (Bilbao, 17 novembre 1963), è un allenatore di calcio ed ex calciatore spagnolo, di ruolo difensore.

## Biografia
Suo fratello Julio Salinas era anch'egli un calciatore.

## Carriera

### Giocatore
Cresciuto nella cantera dell'Athletic Bilbao, debutta in prima squadra con il Bilbao Athletic nella stagione 1980-1981.
Nel corso della stagione 1982-83 viene "promosso", unitamente al fratello maggiore Julio, all'Athletic Bilbao, debuttando in Primera División spagnola nella partita Salamanca-Athletic Bilbao (0-1).
Rimase con i baschi fino al 1992, anno in cui passò al Celta Vigo, concludendovi la carriera sei anni più tardi.

### Allenatore
Nel 2005 ritorna nell'Athletic Club venendo utilizzato come allenatore delle formazioni giovanili.

## Statistiche

### Cronologia presenze e reti in nazionale
| Cronologia completa delle presenze e delle reti in nazionale ― Spagna | Cronologia completa delle presenze e delle reti in nazionale ― Spagna | Cronologia completa delle presenze e delle reti in nazionale ― Spagna | Cronologia completa delle presenze e delle reti in nazionale ― Spagna | Cronologia completa delle presenze e delle reti in nazionale ― Spagna | Cronologia completa delle presenze e delle reti in nazionale ― Spagna | Cronologia completa delle presenze e delle reti in nazionale ― Spagna | Cronologia completa delle presenze e delle reti in nazionale ― Spagna |
| Data                                                                  | Città                                                                 | In casa                                                               | Risultato                                                             | Ospiti                                                                | Competizione                                                          | Reti                                                                  | Note                                                                  |
| --------------------------------------------------------------------- | --------------------------------------------------------------------- | --------------------------------------------------------------------- | --------------------------------------------------------------------- | --------------------------------------------------------------------- | --------------------------------------------------------------------- | --------------------------------------------------------------------- | --------------------------------------------------------------------- |
| 14-9-1988                                                             | Oviedo                                                                | Spagna                                                                | 1 – 2                                                                 | Jugoslavia                                                            | Amichevole                                                            | -                                                                     | 85’                                                                   |
| 12-10-1988                                                            | Siviglia                                                              | Spagna                                                                | 1 – 1                                                                 | Argentina                                                             | Amichevole                                                            | -                                                                     | 80’                                                                   |
| Totale                                                                |                                                                       | Presenze                                                              | 2                                                                     |                                                                       | Reti                                                                  | 0                                                                     |                                                                       |

## Palmarès

### Giocatore

#### Competizioni nazionali
- Campionato spagnolo: 2

Athletic Bilbao: 1982-1983, 1983-1984
- Coppa di Spagna: 1

Athletic Bilbao: 1983-1984
- Supercoppa di Spagna: 1

Athletic Bilbao: 1984